# Seks en de Zonde
Seks en de Zonde is een Nederlandse documentaireserie die werd bedacht, samengesteld en gepresenteerd door Femke Halsema en geregisseerd door Hassnae Bouazza. De serie bestaat uit zes afleveringen van elk circa 45 minuten en behandelt het onderwerp van vrouwen in de islam. De serie werd gemaakt door de NTR en tussen 11 mei en 15 juni 2014 uitgezonden op Nederland 2.

## Afleveringen
1. "De islam in de polder" (11 mei): over het islamdebat in Nederland
2. "De bikini als wapen" (18 mei): over de Pakistaanse actrice Veena Malik
3. "Twee zielen in de borst" (25 mei): over de islam in de moderne tijd, met geestelijke Rufaida Al Habash
4. "De vrouw aan het stuur" (1 juni): over Saoedi-Arabië (met Souad Al Shammary) en Egypte
5. "De oprukkende islam" (8 juni): over de groei van de ultraconservatieve islam in het westen en Turkije
6. "Tussen hoop en vrees" (15 juni): over de Marokkaanse feministe Latifa Jbabdi

## Ontvangst
Het onderwerp van de serie bleek controversieel en de serie werd dan ook wisselend ontvangen. Er was al snel kritiek op het feit dat een blanke feministe ging laten zien hoe de islam in elkaar zou zitten. Daarnaast was er kritiek op de presentatie van Halsema, die overigens aangaf geen verdere carrière als presentatrice te ambiëren, en op het feit dat de serie te kritisch op de islam zou zijn. Bijval kwam van onder meer oud-partijgenoot Tofik Dibi en anderen die onderstreepten dat het ging om een complex verhaal waar meer aandacht voor moest zijn en dat het onmogelijk zou zijn om een documentaire te maken over het onderwerp die niet zwaar bekritiseerd zou worden.